# 箕面自由学園中学校・高等学校

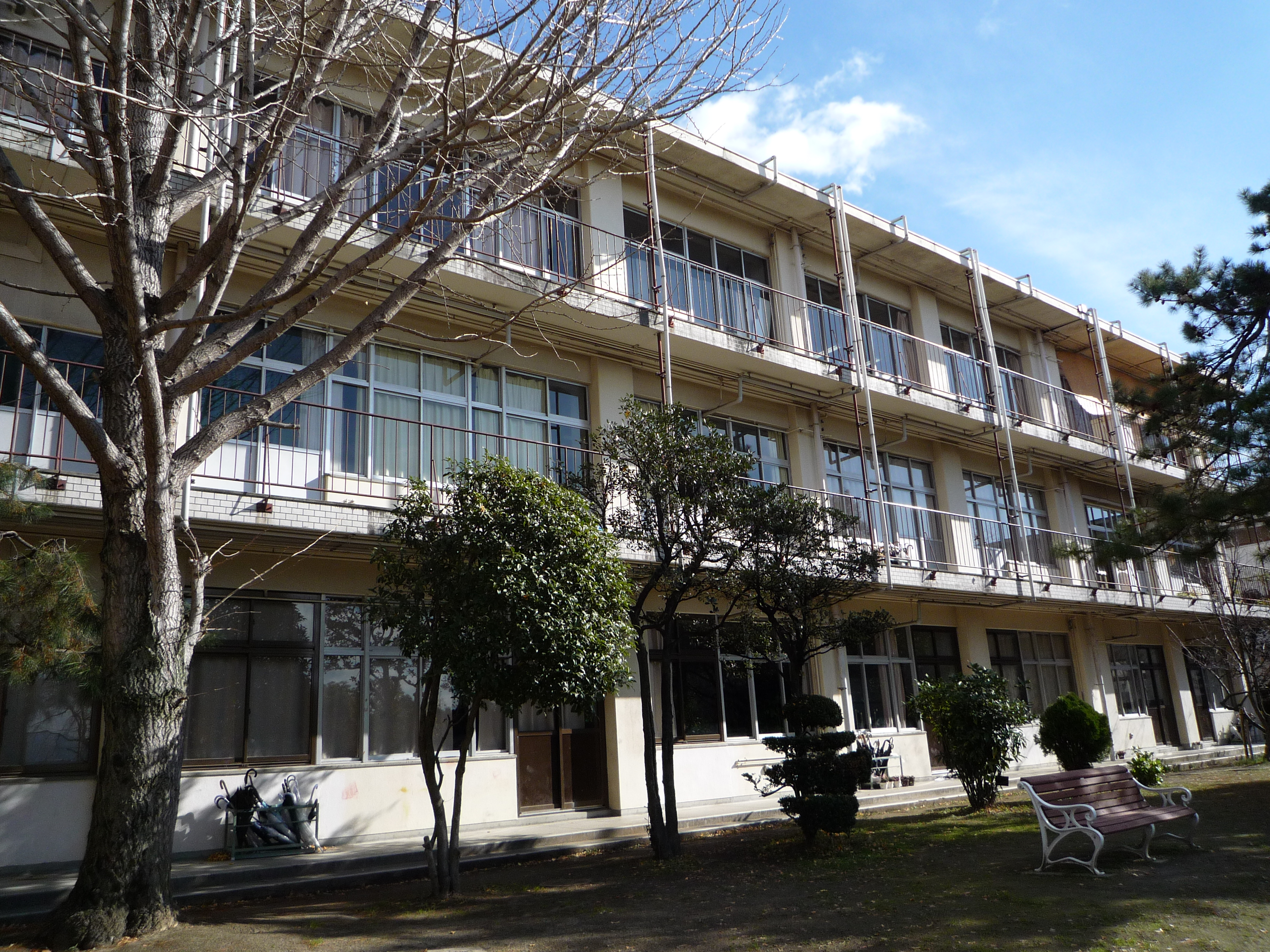
箕面自由学園高等学校

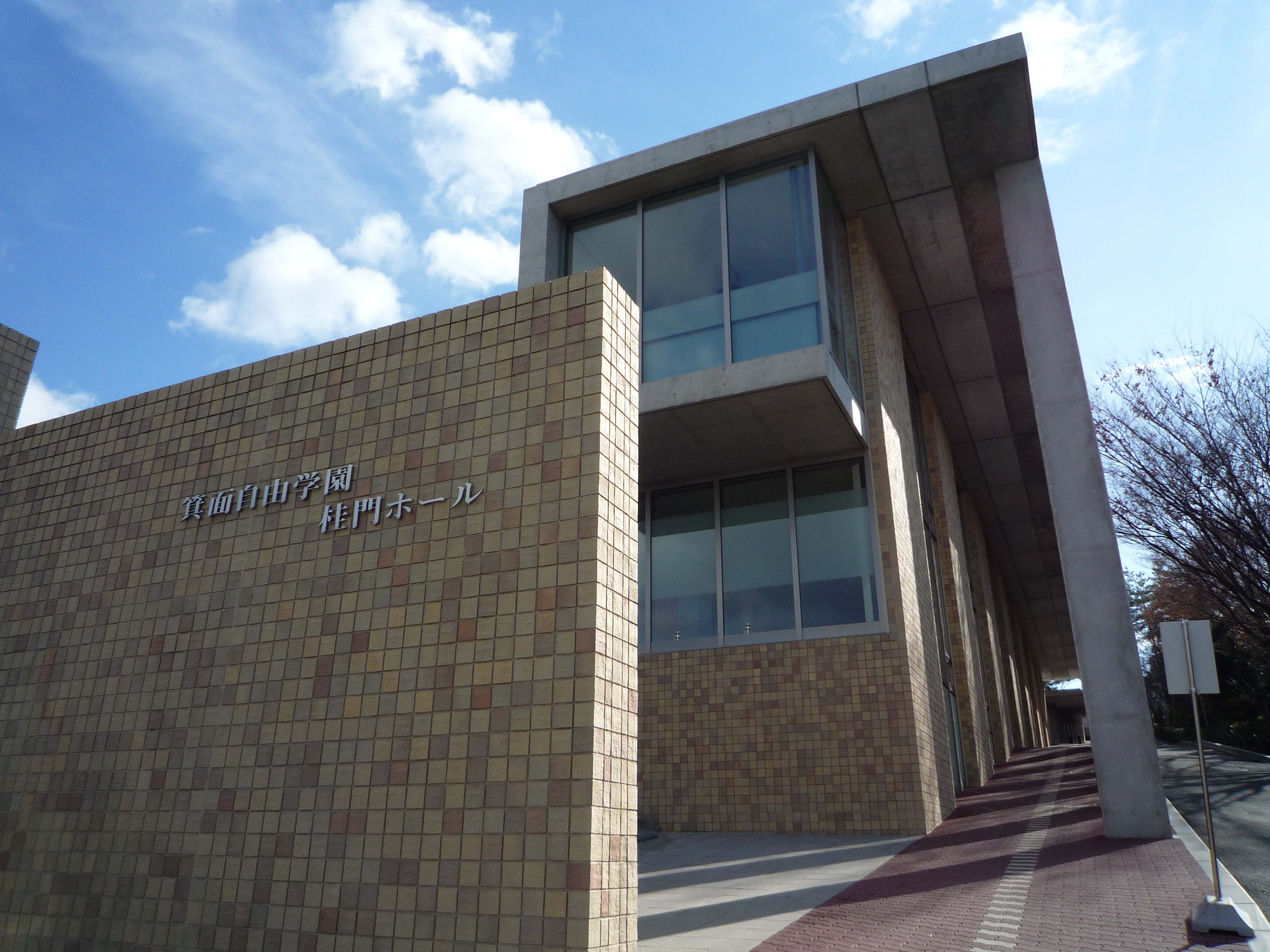
桂門ホール

箕面自由学園中学校・高等学校（みのおじゆうがくえんちゅうがっこう・こうとうがっこう）は、大阪府豊中市宮山町に所在し、中高一貫教育を提供する私立中学校・高等学校。
略称は「MJG」。

## 概要
同中学校・高等学校は部内ではそれぞれ、中等科・高等科と呼ばれている。学校名に「箕面」が含まれるが、箕面市に属しているのは正門から校舎までの通路部分のみであり、校舎はすべて豊中市に属している。

## 沿革
- 1926年（大正15年）4月 - 箕面学園尋常小学校設立。
- 1945年（昭和20年）4月 - 池田市の宣真高等女学校に校舎仮移転。
- 1945年（昭和20年）10月 - 中山寺成就院内に校舎を仮移転。
- 1947年（昭和22年）4月 - 箕面自由学園中学校発足（中等科と呼称。中山寺内仮校舎で設立）。
- 1947年（昭和22年）4月 - 箕面自由学園小学校と改称（初等科と呼称）。
- 1947年（昭和22年）6月 - 中等科が旧制浪速高等学校（現在の大阪大学）に仮移転。
- 1947年（昭和22年）10月 - 現在地（豊中市宮山町）に校舎竣工、初等科が移転。
- 1948年（昭和23年）5月 - 中等科が現在地に移転。
- 1951年（昭和26年）4月 - 箕面自由学園高等学校設立（高等科と呼称）。
- 1965年（昭和40年）3月 - 箕面自由学園幼稚園設立。
- 1996年（平成8年）4月 - 高等科（3年制）に特進コース・総合コース開設。
- 1999年（平成11年）4月 - 中等科（6年制高校）に特進コース・総合コース開設。
- 2000年（平成12年）4月 - 高等科創立50周年。
- 2002年（平成14年）4月 - 中等科（6年制高校）を特進一貫コースに改編。
- 2003年（平成15年）4月 - 高等科にクラブ推薦入試を導入。

## 年間行事（高等学校）
4月
- 入学式
- 新入生オリエンテーション
- 大学説明会（3年）
- ハートグローバル（2年II類）

5月
- 創立記念日
- MJGフェスタ 文化の部
- MJGフェスタ 体育の部

6月
- スピーチコンテスト（2年・I類）

7月
- 期末考査
- 二者懇談
- 進学説明会（3年）
- チャレンジタイム（II類）
- オープンキャンパス①

8月
- 自主研修（希望者）
- ニュージーランド語学研修（希望者）
- 勉強合宿（1年・2年Ⅰ類）
- サマーキャンプ（1年Ⅱ類）

9月
- オープンキャンパス②

10月
- MJGフェスタ舞台芸術の部
- 修学旅行（2年Ⅰ類）
- スピーチコンテスト（2年Ⅱ類）

11月
- 再建記念日
- イングリッシュキャンプシークエル（1年Ⅱ類）
- 期末考査

12月
- インターナショナルフェスティバル
- セブ島語学研修（希望者）
- 三者懇談
- チャレンジタイム（Ⅱ類）
- スピーチコンテスト（1年）

1月
- 韓国短期交換留学
- 大学入学共通テスト

2月
- 高校入試
- 学年末考査

3月
- 卒業式
- 修学旅行（2年Ⅱ類）
- 合唱コンクール
- 自主研修（希望者）
- 台湾短期交換留学
- チャレンジタイム（Ⅱ類）

## クラブ活動

### 中学校
チアリーダー部
強化クラブに指定されており、チアリーディング日本選手権大会 (JAPAN CUP) 中学校部門での通算優勝回数は5回を越えている。チーム名は「ジュニアベアーズ」。
SSC＜Season Sports Club＞
野球・サッカー・フラッグフットボールの3つの競技を行う（男子が所属）。

### 高等学校
強化クラブにチアリーダー部、吹奏楽部、アメリカンフットボール部、男子バスケットボール部、女子バレーボール部が指定され、クラブ推薦入試制度の対象クラブとなっている（2022年時点）。
チアリーダー部
2001年から2009年までJAPAN CUP高等学校部門で9連覇した。その後も同大会同部門で優勝を重ね、2023年優勝を以って4連覇・通算優勝回数は23回となる。チーム名は「ゴールデンベアーズ」。
吹奏楽部
第35回全日本マーチングコンテストに出場し金賞を受賞し、箕面市長表彰を受けた。チーム名は「ゴールデンベアーズ」。
アメリカンフットボール部
大阪府秋季大会優勝および全国高校選手権ベスト4の成績に対し、2023年3月16日に箕面市役所で表彰状と激励金を受けた。チーム名は「ゴールデンベアーズ」。
硬式野球部
2020年より数年間は山田幸恵が監督を務め、在任時、大阪府内で唯一の女性監督と報じられていた。

## 著名な卒業生
- 42期生 - 升毅 - 俳優
- 51期生 - 中間英明 - ギタリスト
- 52期生 - 山本哲也 - 能楽師
- 59期生 - 山田参助 - 歌手・漫画家
- 65期生 - かとうかなこ - アコーディオン奏者
- 65期生 - 斎藤優 - お笑い芸人（パラシュート部隊）
- 65期生 - THE石原 - お笑い芸人
- 74期生 - 桜咲彩花 - 元宝塚歌劇団花組娘役
- 77期生 - 菅沼駿哉 - サッカー選手

### 中退
- 61期生 - 山本太郎 - れいわ新選組代表、国会議員[報 3]

## アクセス
- 阪急箕面線桜井駅 徒歩10分[学 8]

## 部活動における死亡事故
2013年（平成25年）8月8日、立命館宇治高等学校のグラウンドで行われたアメリカンフットボール部の練習試合で、3年生男子部員（当時17歳）が昼前の円陣で体調不良を発症。病院に搬送され熱中症と診断され、一時43度あった体温が平熱に戻り当日帰宅させたが、在宅中に容態が悪くなり同月10日に死亡した。

## 関連文献
- 箕面自由学園『60年の歴史』1985年
- 70周年記念事業委員会年史編纂委員会『70年の歴史』1995年